# قائمة أنواع الجيروذ
يوجد عدة أنواع من جنس الجيروذ: 
- جيروذ السهول الجنوبية (الاسم العلمي:Neotoma micropus)
- جيروذ أبيض الحنجرة (الاسم العلمي:Neotoma albigula)
- جيروذ أريزوني (الاسم العلمي:Neotoma devia)
- جيروذ أغبس القدم (الاسم العلمي:Neotoma fuscipes)
- جيروذ أنطوني (الاسم العلمي:Neotoma anthonyi)
- جيروذ برايانتي (الاسم العلمي:Neotoma bryanti)
- جيروذ بولانوس (الاسم العلمي:Neotoma palatina)
- جيروذ بونكري (الاسم العلمي:Neotoma bunkeri)
- جيروذ رمادي (الاسم العلمي:Neotoma cinerea)
- جيروذ سان مارتن (الاسم العلمي:Neotoma martinensis)
- جيروذ ستفني (الاسم العلمي:Neotoma stephensi)
- جيروذ سونوراني (الاسم العلمي:Neotoma phenax)
- جيروذ شرقي (الاسم العلمي:Neotoma floridana)
- جيروذ صحراوي (الاسم العلمي:Neotoma lepida)
- جيروذ ضيق الحنك (الاسم العلمي:Neotoma angustapalata)
- جيروذ غولدماني (الاسم العلمي:Neotoma goldmani)
- جيروذ متغير (الاسم العلمي:Neotoma varia)
- جيروذ مكسيكي (الاسم العلمي:Neotoma mexicana)
- جيروذ نيكاراغوي (الاسم العلمي:Neotoma chrysomelas)
- جيروذ نيلسوني (الاسم العلمي:Neotoma nelsoni)
- جيروذ أبيض الأسنان (الاسم العلمي:Neotoma leucodon)
- جيروذ كبير الأذن (الاسم العلمي:Neotoma macrotis)
- جيروذ الليغني (الاسم العلمي:Neotoma magister)